# Флаг Абхазской АССР
Флаг Абхазской АССР был принят в 1951 году и до 1978 года был идентичен флагу Грузинской ССР. После 1978 года он отличался от флага Грузинской ССР наличием надписи на абхазском языке «АҦСНЫ АССР».

## История

Флаг ССР Абхазии образца 1921 года.

В 1925 году была принята первая конституция Социалистической Советской Республики Абхазии. Там было приведено описание флага республики:
…Статья 102.

Флаг ССР Абхазии образца 1925 года.

Государственный флаг Социалистической Советской Республики Абхазии состоит из красного или алого полотнища с изображением в его верхнем углу у древка золотых серпа и молота и над ними красной пятиконечной звезды, обрамлённой золотой каймой, под которой внизу четыре буквы «ССРА». Отношение ширины к длине 1:2.

Следующая версия Конституции республики была принята в 1927. В ней говорилось, что Абхазия входит в состав Грузии согласно «особому договору». Флаг республики не изменился. Слово «автономная» появилось в названии республики только в 1931 году.
7 января 1935 года VII Всеабхазский съезд Советов принял новый Основной Закон Автономной Социалистической Советской Республики Абхазии. Описание флага выглядело так:

…Статья 84.
Государственный флаг Автономной Социалистической Советской Республики Абхазии состоит из красного или алого полотнища с изображением в его верхнем углу у древка золотых серпа и молота и над ними красной пятиконечной звезды, обрамленной золотой каймой, под которой внизу надпись: «АССРА». Отношение ширины к длине 1:2.

С 1937 года на флаге Абхазской АССР была только надпись «Грузинская ССР», которая выполнялась на грузинском, абхазском и русском языках.

Флаг Грузинской ССР образца 1951 года, использовавшийся в 1951 по 1978 годы в качестве флага Абхазской АССР.

Флаг Абхазской АССР образца 1978 г.

В 1951 году был принят новый флаг Грузинской ССР. Он же стал и флагом Абхазской АССР. Никаких дополнительных надписей для флага автономной республики до 1978 года, когда на нём появилась надпись «АҦСНЫ АССР», не предусматривалось.